# Shirak (tỉnh)
Shirak (tiếng Armenia: Շիրակ) là một tỉnh của Armenia. Tỉnh này nằm ở tây-nam và có ranh giới với các tỉnh Ardahan và Kars của Thổ Nhĩ Kỳ ở phía tây và vùng Samtskhe-Javakheti của Gruzia ở phía bắc. Thủ phủ của tỉnh là Gyumri.